# 深夜秀 (愛爾蘭廣播電視節目)
《深夜秀》（英語：The Late Late Show）有時候英語又被稱作「The Late Late」，或者是簡寫成為「LLS」，是目前世界上播放時間最長且由同一主持人進行的脱口秀節目，同時這也是愛爾蘭共和國政府國營的廣播機構愛爾蘭廣播電視其主要節目內容。該節目是以現場直播2個多小時的形式，在每年5月至9月期間的星期五晚間21時30分於電視上播出。包含海外地區在內都將《深夜秀》視為愛爾蘭共和國的重要電視節目，甚至被視為「愛爾蘭脫口秀」。

## 外部連結
- 官方网站
- 互联网电影数据库（IMDb）上《The Late Late Show》的资料（英文）